# 雨一直下
雨一直下，是臺灣男歌手兼唱作人張宇的第十張專輯，在1999年正式發行。
1999年－【雨一直下】由喜得製作，EMI發行。
- 01.雨一直下

- 02.走樣

- 03.合影留念

- 04.給你們

- 05.大女人

- 06.沒關係

- 07.純情憨慢仔

- 08.當時

- 09.你的現在

- 10.我被愛打敗

- 11.合影留念*搖滾版

## 所獲獎項
- 2000 Channel [V]華語榜中榜99歌曲獎【雨一直下】
- Billboard 99年亞洲華語創作歌手獎

## 影響
在2023年發佈的電子游戲崩壞:星穹鐵道中,角色"銀狼"的專屬光錐名爲"雨一直下".